# Tràgisc
Tràgisc (en llatí Tragiscus, en grec antic Τραγίσκος) fou un polític de Tàrent que va viure al segle III aC.
Juntament amb Filemen i Nicó de Tàrent va entregar la ciutat de Tàrent a Hanníbal l'any 212 aC durant la Segona Guerra Púnica, encapçalant un grup de trenta joves nobles de la ciutat que havien tingut diverses entrevistes amb Hanníbal. Una nit que el governador romà Marc Livi Macat donava una festa els conspiradors van actuar, i deixaren entrar forces cartagineses; els romans van ser agafats per sorpresa i els invasors es van apoderar ràpidament de la ciutat sense oposició; els romans es van refugiar a la ciutadella que immediatament va ser bloquejada pels cartaginesos i tarentins, però la van poder conservar.